# Doftmusseron
Doftmusseron (Tricholoma dulciolens) är en svampart som tillhör divisionen basidiesvampar, och som beskrevs av Kytöv. Doftmusseron ingår i släktet musseroner, och familjen Tricholomataceae. Enligt den finländska rödlistan är arten nära hotad i Finland. Enligt den svenska rödlistan är arten starkt hotad i Sverige. Arten förekommer i Öland, Svealand, Nedre Norrland och Övre Norrland. Artens livsmiljö är örtrik moskog.